# Beckov
Beckov es un municipio del distrito de Nové Mesto nad Váhom en la región de Trenčín, Eslovaquia, con una población estimada a final del año 2024 de 1458 habitantes.
Es más conocida por las ruinas del Castillo Beckov. El castillo se alza sobre una colina y la zona fue declarada una reserva natural (Beckovské hradné bralo) por este motivo. 
Se encuentra ubicado al oeste de la región, cerca del río Váh (cuenca hidrográfica del Danubio) y de la frontera con la región de Trnava y la República Checa.

## Demografía
| Año        | 1994 | 2004    | 2014    | 2024    |
| ---------- | ---- | ------- | ------- | ------- |
| Población  | 1360 | 1367    | 1349    | 1458    |
| Diferencia |      | +0,51 % | −1,31 % | +8,08 % |

| Año        | 2023 | 2024    |
| ---------- | ---- | ------- |
| Población  | 1466 | 1458    |
| Diferencia |      | −0,54 % |